# Ängen
Ängen är en sjö i Luleå kommun i Norrbotten och ingår i Råneälven-Altersundets kustområde. Sjön har en area på 0,0378 kvadratkilometer och ligger 2,2 meter över havet.

## Delavrinningsområde
Ängen ingår i det delavrinningsområde (730361-181653) som SMHI kallar för Rinner till Bergöfjärden. Medelhöjden är 6 meter över havet och ytan är 0,48 kvadratkilometer. Det finns inga avrinningsområden uppströms utan avrinningsområdet är högsta punkten. Avrinningsområdets utflöde mynnar i havet, utan att ha någon enskild mynningsplats.